# Aiglepierre
Aiglepierre is een gemeente in het Franse departement Jura (regio Bourgogne-Franche-Comté) en telt 342 inwoners (1999). De plaats maakt deel uit van het arrondissement Lons-le-Saunier.

## Geografie

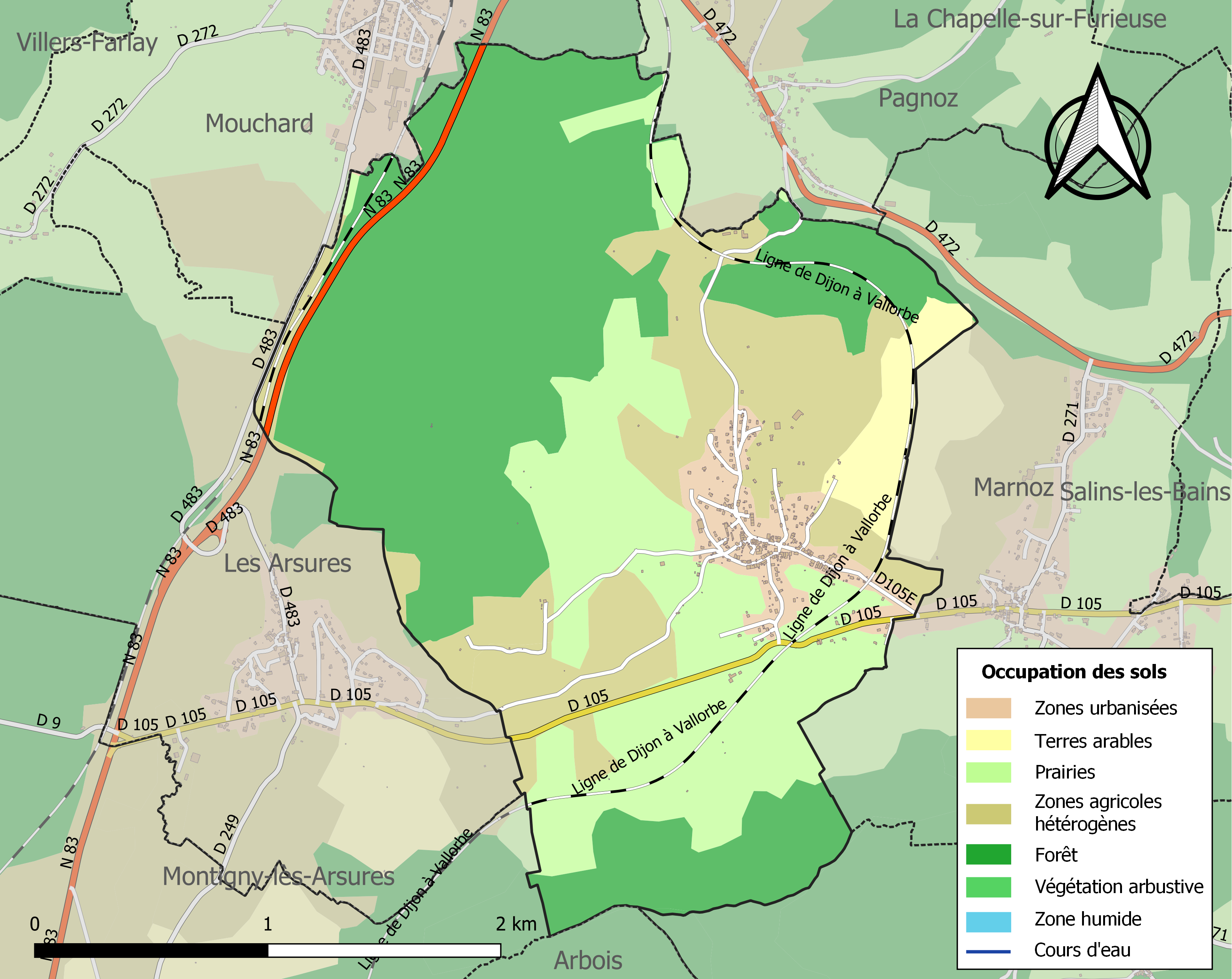
Kaart van de gemeente met de belangrijkste infrastructuur, bodemgebruik en omliggende gemeenten

De oppervlakte van Aiglepierre bedraagt 7,0 km², de bevolkingsdichtheid is 48,9 inwoners per km².

## Demografie
Onderstaande figuur toont het verloop van het inwonertal (bron: INSEE-tellingen).